# Porzana tabuensis
Porzana tabuensis é uma espécie de ave da família Rallidae.
Pode ser encontrada nos seguintes países: Samoa Americana, Austrália, as Ilhas Cook, Fiji, Polinésia Francesa, Indonésia, Micronésia, Nova Zelândia, Niue, Papua-Nova Guiné, as Filipinas, Pitcairn, Samoa, Ilhas Salomão e Tonga.